# Eupithecia graphata
Espèce
Synonymes
- Cidaria graphata Treitschke, 1828[2]
- Eupithecia graeciata Schütze, 1958[2]
- Eupithecia mayeri Mann, 1852[2]

Eupithecia graphata est une espèce européenne de lépidoptères (papillons) de la famille des Geometridae.

## Description
L'envergure est de 17 à 21 mm.
Les imagos volent d'avril à mai et à nouveau de juillet à août.

## Répartition
On trouve Eupithecia graphata dans la plupart des pays du sud et de l'est de l'Europe, ainsi qu'au Proche-Orient.

## Écologie
La chenille se nourrit d'espèces de Minuartia et de Gypsophila, de même que Jurinea mollis et Spergularia segetalis.

## Sous-espèces
- Eupithecia graphata graphata
- Eupithecia graphata albofasciata Staudinger, 1879
- Eupithecia graphata hesperia Wehrli, 1926
- Eupithecia graphata olympica Tuleschkov, 1951
- Eupithecia graphata setaceata Dietze, 1903
- Eupithecia graphata sproengertsi Dietze, 1910